# Stictoptera strigifera
Stictoptera strigifera là một loài bướm đêm trong họ Noctuidae.